# Sinterklaas

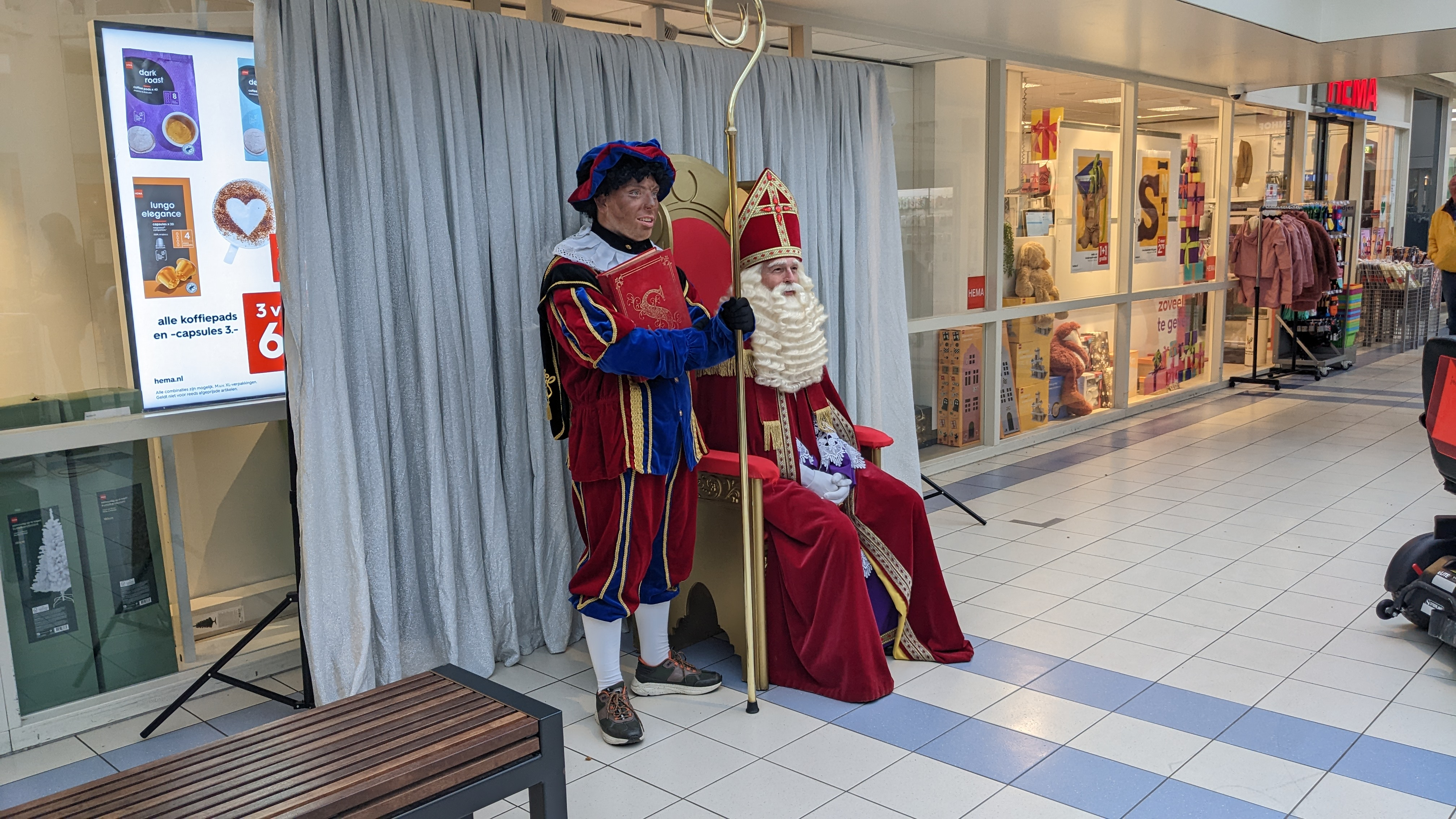
Sinterklaas und Piet in einem Einkaufszentrum in Rotterdam

Sinterklaas ([sɪntərˈklaːs] ⓘ) ist die niederländische Bezeichnung für eine volkstümliche, an den historischen Nikolaus von Myra angelehnte Gestalt. Er ist Hauptfigur eines Kinderfestes, das am 5. Dezember in den Niederlanden, am 6. Dezember in Belgien sowie in vielen ehemaligen niederländischen Kolonien gefeiert wird. Er trägt seine Bischofskleidung, einen roten Rauchmantel und einen Bischofsstab. Sein Begleiter ist traditionell der Zwarte Piet, den man mittlerweile oft nur Piet nennt.

## Geschichte

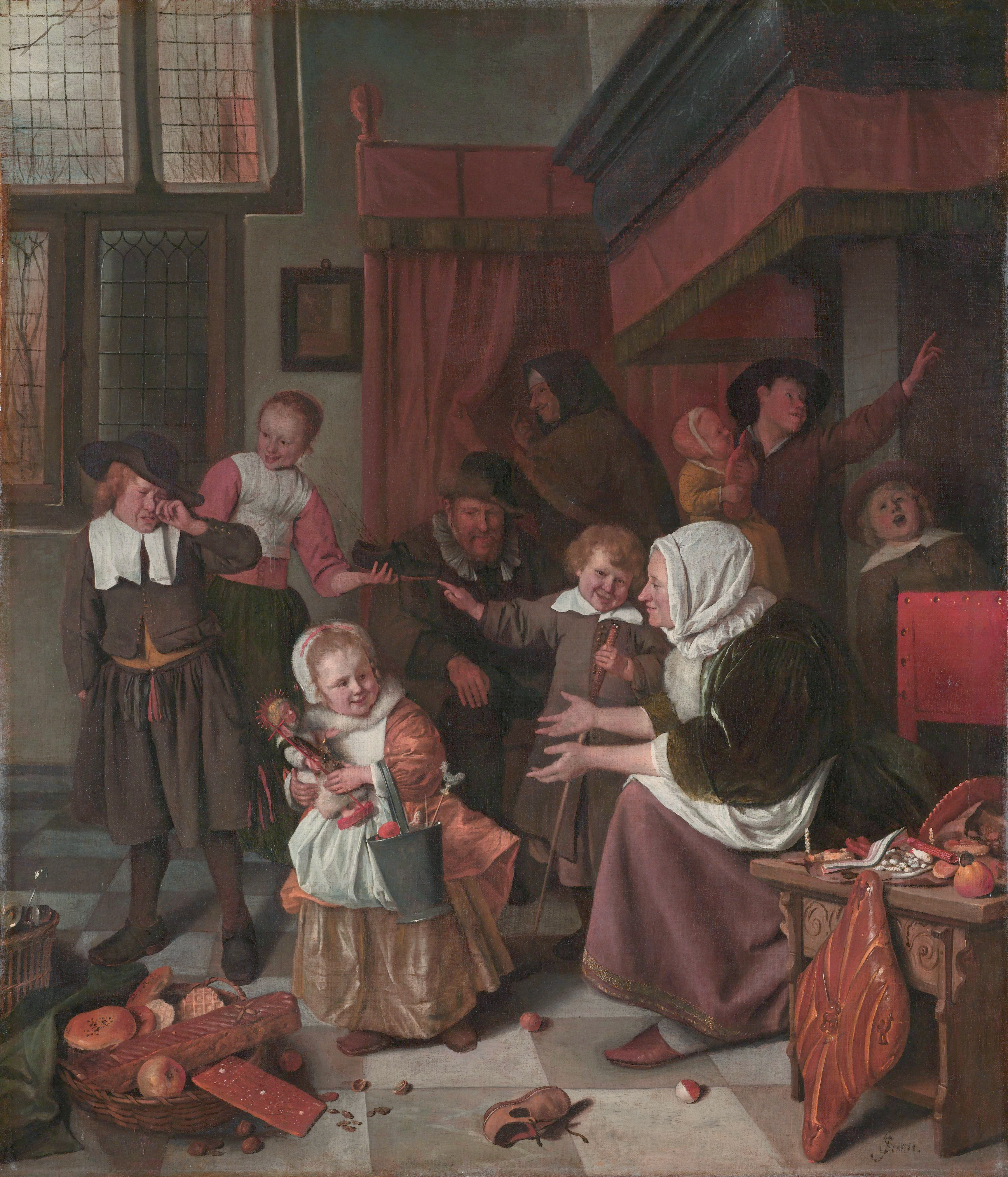
Het Sint-Nicolaasfeest von Jan Steen

Viele Traditionen gehen zurück auf den heiligen Nikolaus von Myra, dessen Sterbetag der 6. Dezember ist. Ursprünglich wurde Sint-Nicolaas nur im Osten gefeiert. Im 13. Jahrhundert beschloss man, dass sein Namenstag auch im Westen zu einem wichtigen Festtag werden sollte. Die Tradition des Sinterklaasfestes gibt es in den Niederlanden seit dem 15. Jahrhundert. Zunächst fand dieser Brauch in der Kirche statt, als Opfergabe für die Armen. Aus Archiven kann man entnehmen, dass seit 1427 in der Sint-Nicolaas-Kirche in Utrecht am 5. Dezember, dem pakjesavond („Päckchenabend“), Schuhe aufgestellt wurden. Reiche Utrechter legten Geldstücke in die Schuhe, damit die Armen diese Opfergaben am nächsten Tag erhielten, dem offiziellen Sterbetag des heiligen Nikolaus. In anderen Städten wurde an diesem Tag auch einiges für die Armen getan. Aus dem 16. Jahrhundert sind Beschreibungen bekannt, nach denen Kinder ihre Schuhe zuhause aufstellen.
Nach dem niederländischen Aufstand gegen Philipp II. von Spanien versuchten Kirchenkreise das Sinterklaasfest abzuschaffen, weil dies zu viele heidnische und katholische Elemente enthielte. Das Fest war aber selbst bei der überwiegend protestantischen Bevölkerung schon so populär geworden, dass dieses Bestreben wenig Erfolg zeigte.
Kunstmaler Jan Steen hat im 17. Jahrhundert auf zwei Bildern den Sinterklaasabend festgehalten. Auf diesen ist auch gut zu erkennen, was den Kindern in ihre Schuhe gelegt wurde: Kuchen, Süßigkeiten und Spielsachen.

### Verbindung mit Spanien

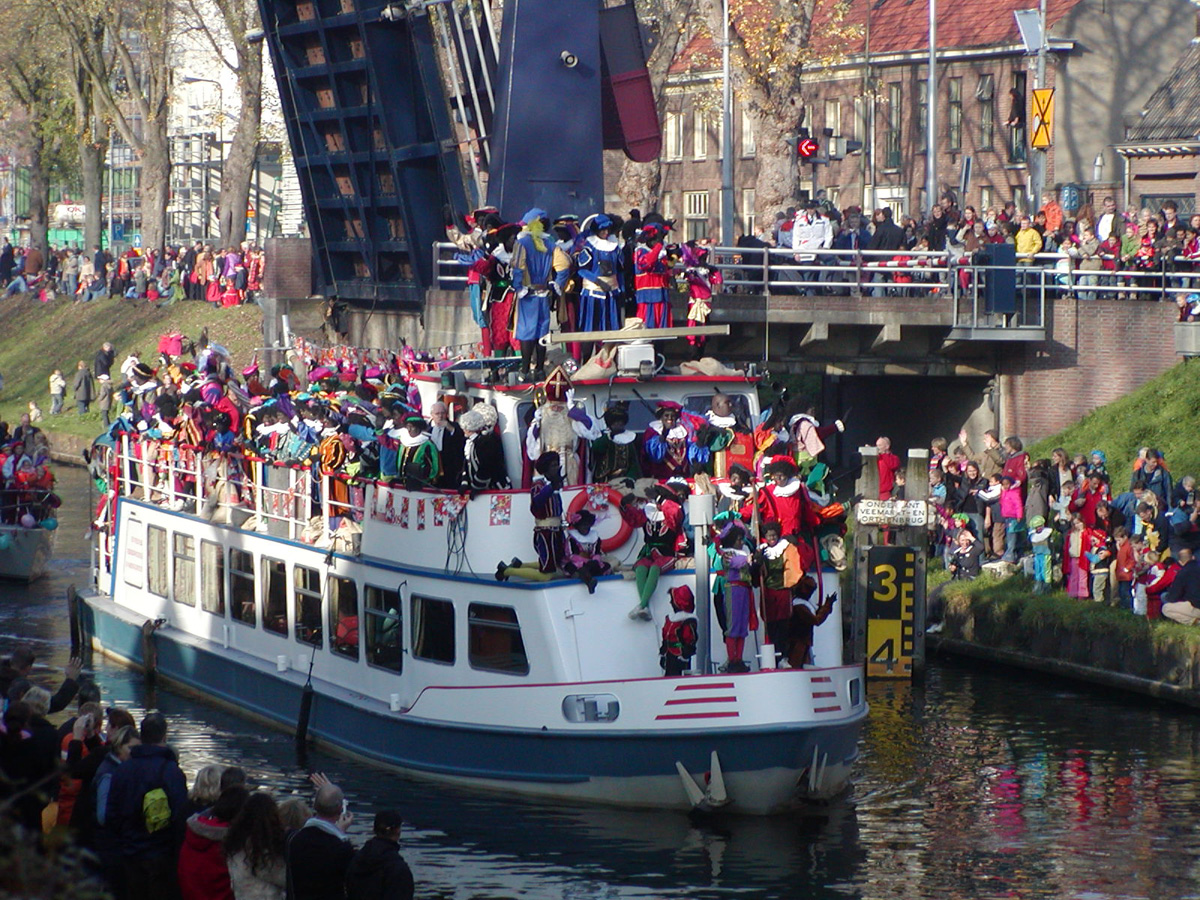
Ankunft per Schiff in ’s-Hertogenbosch, 2005

Der niederländischen Tradition nach reist Sinterklaas jedes Jahr aus Spanien an. Der heilige Nikolaus wurde in Patara geboren, das heute in der Türkei liegt. Im Jahr 280 gehörte dies zum ehemaligen Byzantinischen Reich. Später wurde er Bischof von Myra. Er starb am 6. Dezember 342. Nachdem die Muslime dieses Gebiet erobert hatten, wurden die sterblichen Überreste des Heiligen nach Bari gebracht, ins Königreich beider Sizilien, wo Karl V. später König wurde. Sein Sohn Philipp II. erbte die Niederlande, Spanien und das Königreich beider Sizilien. Aus dieser Zeit stammt die Überlieferung, dass Sinterklaas aus Spanien kommt. Der heilige Nikolaus ist auch der Schutzpatron der Seefahrt.

## Traditionen

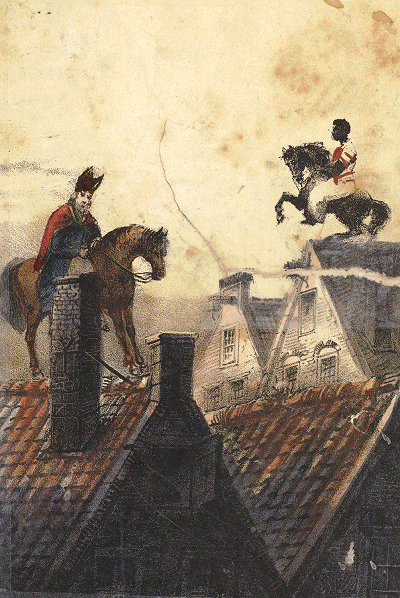
Sinterklaas und Zwarte Piet mit Pferden auf den Dächern (1850)

### Ankunft
Der Tradition nach reist Sinterklaas jedes Jahr mit dem Dampfschiff, meist Pakjesboot 12, aus Spanien an. Die Ankunft von Sinterklaas mit seinem Gefolge in den Niederlanden ist heutzutage der offizielle Starttermin der Sinterklaaszeit. In Amsterdam wird schon seit 1934 jährlich die Ankunft von Sinterklaas gefeiert. Die Ankunft findet im November am ersten Samstag nach dem Martinstag statt, ungefähr drei Wochen vor dem Feiertag und wird alljährlich im niederländischen Fernsehen ausgestrahlt. Jedes Jahr darf eine andere Stadt die Hauptankunft organisieren. In Belgien ist Antwerpen der wichtigste Ankunftort. Andere Städte mit der Möglichkeit, dass ein Schiff anlegen kann, inszenieren eigene Ankünfte.

### Schuh aufstellen
Zwischen der offiziellen Ankunft von Sinterklaas (Mitte November) und dem Abend des 5. Dezember stellen die Kinder abends ihre Schuhe vor den Kamin, vor die Zentralheizung oder an die Hintertür. Im Schuh wird oft eine Zeichnung für Sint Nicolaas oder etwas Leckeres für das Pferd gestopft. Der Überlieferung nach reitet Sinterklaas auf einem Schimmel über die Dächer und kommt mit seinem Helfer Zwarte Piet durch den Schornstein in die Häuser, um den dort wohnenden Kindern Geschenke zu bringen. Am nächsten Morgen finden die Kinder Süßigkeiten oder ein kleines Geschenk im Schuh. Ein traditionelles Geschenk sind Schokoladenbuchstaben.

### Pakjesavond
Das eigentliche Fest wird am Abend des 5. Dezember gefeiert, dem Vorabend des heiligen Tages. Im Süden der Niederlande und in Teilen von Belgien wird Sinterklaas am Abend des 6. Dezember gefeiert. Am Pakjesavond bringt Sinterklaas Geschenke, vor allem Spielzeug für die Kinder. Dieser „Päckchenabend“ geht zurück auf einen vorchristlichen Brauch, bei dem Geschenke in der Runde verteilt wurden. Äpfel und Nüsse waren dabei herbstliche Symbole der Fruchtbarkeit des Bodens. Dieser Streuabend nahm im Laufe der Zeit den Platz des eigentlichen Sinterklaasfestes ein.

### Tradition
Viele dieser Traditionen, wie die Herkunft aus Spanien mit einem Dampfschiff oder die Figur des Zwarten Piet (in der ersten Ausgabe noch ein hellhäutiger Page mit Namen Pieter) sind noch nicht sehr alt und stammen aus der Feder des Lehrers und Kinderbuchautors Jan Schenkman (1806–1863). Er fügte Teile bestehender Überlieferungen mit eigenen neuen Elementen zusammen und stellte dies zusammen 1850 in seinem Bilderbuch mit Namen Sint Nikolaas en zijn knecht vor.
Der Heilige und sein Begleiter weisen ferner Parallelen zu einer antisemitischen Figur auf, nämlich dem „alten Juden“, der Altkleider sammelt. Diese ebenfalls als Kinderschreck dienende Figur hat ähnlich dem Sinterklaas einen langen, weißen Bart und entführt unartige Kinder nach Spanien. Im 19. Jahrhundert haben einige antisemitische Bücher dazu mehrere Auflagen erlebt, auch eines von Jan Schenkman.

## Regionale Unterschiede und „Konkurrenz“ durch den Weihnachtsmann
Das Sinterklaasfest wird in den gesamten Niederlanden gefeiert, außer im friesischen Dorf Grouw. Dort feiert man am 21. Februar Sint-Piter. Außer dem Namen, seiner Herkunft (Sint-Piter ist eine Personifikation vom heiligen Petrus) und der Farbe seines Mantels (weiß statt rot), ist Sint-Piter fast identisch mit Sinterklaas.
Auf den Friesischen Inseln weicht das Brauchtum stark vom Rest der Niederlande ab. Dort feiert man am 5. Dezember Sunderklaas. In den Straßen laufen die Männer maskiert herum, während Frauen und Kinder zuhause bleiben müssen. Wer als Frau oder Mädchen dennoch auf der Straße erkannt wird, bekommt einen „Schlag“ als Strafe. Es gilt aber gerade unter den einheimischen jungen Frauen als Herausforderung, am Umzug teilzunehmen, ohne gefasst zu werden, und damit die Männer zu necken. Ein ähnliches Brauchtum findet am selben Tag unter dem Namen Klaasohm auf der ostfriesischen Insel Borkum statt, die den friesischen Inseln am nächsten liegt. Bis ins 19. Jahrhundert war es auch auf Wangerooge und Helgoland üblich.
Auf Texel feiert man eine Woche nach dem Sinterklaasfest den „Alten Sunderklaas“. Verkleidet und maskiert wird dabei das vergangene Jahr „auf den Haken“ genommen (vergleichbar mit Krampus).
Auch in Flandern wird nicht überall zur gleichen Zeit gefeiert. In der Region von Aalst und in Westhoek sowie Poperinge wird der heilige Martin am 11. November gefeiert. Die dazugehörige Legende weicht leicht von der von Sinterklaas ab. In der kleinen Gemeinde Westouter werden Die Engel gefeiert. Der Ursprung davon ist unklar, aber es soll auf britische Soldaten während des Ersten Weltkrieges zurückgehen.
Am Ende des 20. Jahrhunderts bekommt Sinterklaas als Geschenkebringer „Konkurrenz“ durch den Weihnachtsmann (kerstman). Dieser war ursprünglich auch Sinterklaas, aber über die Jahre veränderte sich dies langsam. Das Fest findet auch nicht mehr nur für Kinder statt. Auch Erwachsene geben sich gegenseitig Geschenke.

### Santa Claus
Die amerikanische Gestalt des Weihnachtsmanns, der Santa Claus, geht dem Namen nach auf den niederländischen Sinterklaas zurück. Zu Beginn des 19. Jahrhunderts gab es in New York Bestrebungen, eine eigenständige Weihnachtstradition zu entwickeln, wofür man sich auf die Figur des Sinterklaas besann, die aufgrund des niederländischen Ursprungs der Stadt als Nieuw Amsterdam präsent war. Die Figur des Santa Claus, die sich schnell in den ganzen USA verbreitete, vereint in sich außerdem deutsche, englische und skandinavische Weihnachtsbräuche. Daher bringt Santa Claus nicht am 5. oder 6. Dezember, sondern erst am Weihnachtsmorgen Geschenke. Schließlich kam der amerikanische Santa Claus wieder nach Europa und in die gesamte Welt. Selbst in den Niederlanden tritt Sinterklaas heutzutage in Konkurrenz zu sich selbst auf als Kerstman (= Weihnachtsmann).

## Fernsehen

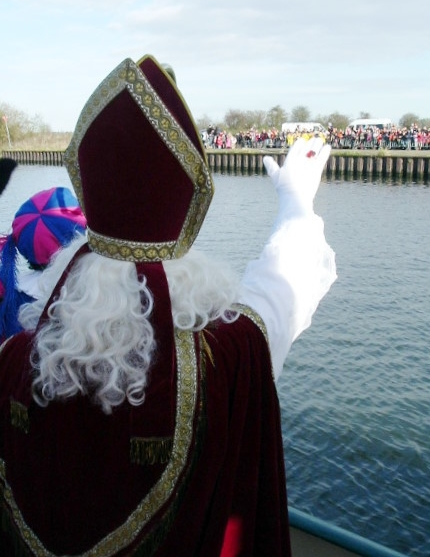
Ankunft von Sinterklaas

Auch im niederländischen und belgischen Fernsehen ist Sinterklaas eine Berühmtheit. Es entstanden zahlreiche Sinterklaas-Serien und Filme. Von diesen sind einige auch in Deutsch erschienen, wie zum Beispiel Winky will ein Pferd von 2005 oder Benni, der Lausebengel von 2013.
Ein mediales Ereignis ist die Ankunft von Sinterklaas mit dem Dampfschiff. Dies wird in den Niederlanden Mitte November – an einem Samstag ungefähr drei Wochen vor dem Feiertag – live übertragen. Seit 2001 gibt es drei Tage vor der Ankunft bis zum 4. Dezember für Kinder jeden Abend die rund zehnminütige Nachrichtensendung Het Sinterklaasjournaal (NTR für NPO Zappelin, der Kinderkanal von NPO, der wiederum auf zeitlichen Sendeplätzen von NPO3 läuft), in der über die täglichen Erlebnisse von Sinterklaas, aber vor allem von den vielen Zwarte Pieten berichtet wird. Meist geht bei den Vorbereitungen auf das Fest etwas schief: Päckchen gehen verloren, das Schiff kann nicht anlegen, die Kleidung des Sint ist verschmutzt usw. Im letzten Moment wird das Problem gelöst.

## Feiertag
Heutzutage ist der Nikolaustag als gesetzlicher Feiertag weltweit abgeschafft.

## Kritik
Gegen das Sinterklaasfest gab es aus protestantischen Kreisen zunächst heftigste Kritik wegen der katholischen Heiligenverehrung. Um 1600 wurde in Delft das Feiern des Sinterklaasfestes verboten, dem sich weitere Gemeinden anschlossen. Auch der Kirchenreformer Martin Luther sprach sich gegen dieses Fest aus. Erst im 19. Jahrhundert brach allmählich der Widerstand gegen das Fest.
Die Figur des Zwarte Piet wird heute vielfach als rassistisch kritisiert. Sie steht in der Tradition des Blackface, bei der schwarze Menschen lächerlich gemacht werden. Gerade ältere Niederländer können die Rassismuskritik nicht nachvollziehen, vor allem, wenn sie bereits mit dem fröhlichen Kinderfreund aufgewachsen sind, der den früheren Kinderschreck abgelöst hat. Die Lösung besteht heute darin, dass Piet nicht mehr pechschwarz geschminkt ist. Stattdessen werden Rußstreifen im Gesicht angedeutet.